# SpaceX Crew-6
SpaceX Crew-6 foi a sexta missão operacional da NASA com uma cápsula Crew Dragon lançada no dia 2 de março de 2023. A missão levou quatro tripulantes para a Estação Espacial Internacional.

## Tripulação
No dia 24 de março de 2022, a Agência Espacial Europeia anunciou que Andreas Mogensen seria um suplente da Crew-6. No dia 29 de abril de 2022, o Centro Espacial Mohammed bin Rashid e a Axiom Space anunciaram que a missão teria um tripulante dos Emirados Árabes Unidos.
A participação do MBRSC na missão é um resultado de um acordo de 2021 entre a NASA e a Axiom Space para levar o astronauta Mark Vande Hei (Soyuz MS-18-MS-19) para a ISS, assim garantindo a presença estadunidense na estação. Em troca, a Axiom recebeu o direito de um assento da NASA na Crew-6. Axiom ofereceu a oportunidade de voo para um tripulante profissional do MBRSC através de um acordo com a Agência Espacial dos Emirados Árabes Unidos. Sultan Al Neyadi foi posteriormente confirmado como escolhido.
Andrei Fediaev foi selecionado em julho de 2022 como parte do sistema de rotação Soyuz-Crew Dragon, que visa garantir pelo menos um astronauta da NASA e um cosmonauta da Roscosmos em cada missão. Isto garante que os dois países tenham uma presença na estação, e a capacidade de manterem seus sistemas caso uma das naves fique suspensa por muito tempo.
Principal
| Posição                  | Tripulantes      |
| ------------------------ | ---------------- |
| Comandante da espaçonave | Stephen Bowen    |
| Piloto                   | Warren Hoburg    |
| Especialista de Missão 1 | Sultan Al Neyadi |
| Especialista de Missão 2 | Andrei Fediaev   |

Suplentes
| Posição                  | Tripulantes        |
| ------------------------ | ------------------ |
| Comandante da espaçonave | Jasmin Moghbeli    |
| Piloto                   | Andreas Mogensen   |
| Especialista de Missão 1 | Hazza Al Mansoori  |
| Espacialista de Missão 2 | Konstantin Borisov |

## Lançamento
1ª tentativa
O lançamento deveria ter ocorrido no dia 27 de fevereiro, mas foi abortado a menos de 2,5 minutos to T-0 devido a um problema no fluído de ignição. O lançamento foi então adiado para o dia 2 de março de 2023.
2ª tentativa
O lançamento por fim ocorreu de forma bem sucedida no dia 2 de março de 2023 e a nave chegou na estação no dia seguinte, após um atraso de uma hora devido a um problema nos sensores da estação.